# Heti Válasz
Heti Válasz (/ˈhɛti ˈvaːlɒs/) est un hebdomadaire hongrois fondé en 2001 par le Gouvernement de Viktor Orbán afin de faire émerger une presse de droite parmi les titres de gauche hérités de la période communiste.
De sensibilité écologiste et conservatrice, le journal est un forum pour l'intelligentsia anticommuniste du pays. Son nom signifie « Réponse hebdomadaire ».